# Authenticité (Chade)
Authenticité ou Chaditude foi a campanha linguística e social (conceito similar a também chamada authenticité ou zairização adotada por Mobutu Sese Seko no Zaire) iniciada pelo presidente do Chade François (Ngarta) Tombalbaye após a sua reeleição em 1969, que durante a década de 1970 procurou eliminar qualquer influência estrangeira e, ao mesmo tempo, promover em todo o país uma cultura particular do sul do Chade. Por exemplo, os nomes ocidentais foram substituídos por nomes africanos ou chadianos. O próprio Tombalbaye alterou o seu nome de François para Ngarta e as localidades de Fort-Lamy e Fort-Archambault foram renomeadas respectivamente N'Djamena e Sarh.
Uma das medidas mais impopulares consistiu naquela em que os funcionários públicos deveriam se submeter aos ritos de iniciação yondo, os quais eram comuns apenas entre alguns do povo sara no sul de Chade, que pertenciam ao mesmo grupo étnico do próprio Tombalbaye. Essa exaltação do yondo suscitou a oposição de padres católicos e pastores protestantes, que, por vezes, seriam massacrados em condições hediondas.
Esta campanha também teve como efeito a limitação da influência árabe no norte do país.